# Katerine Savard

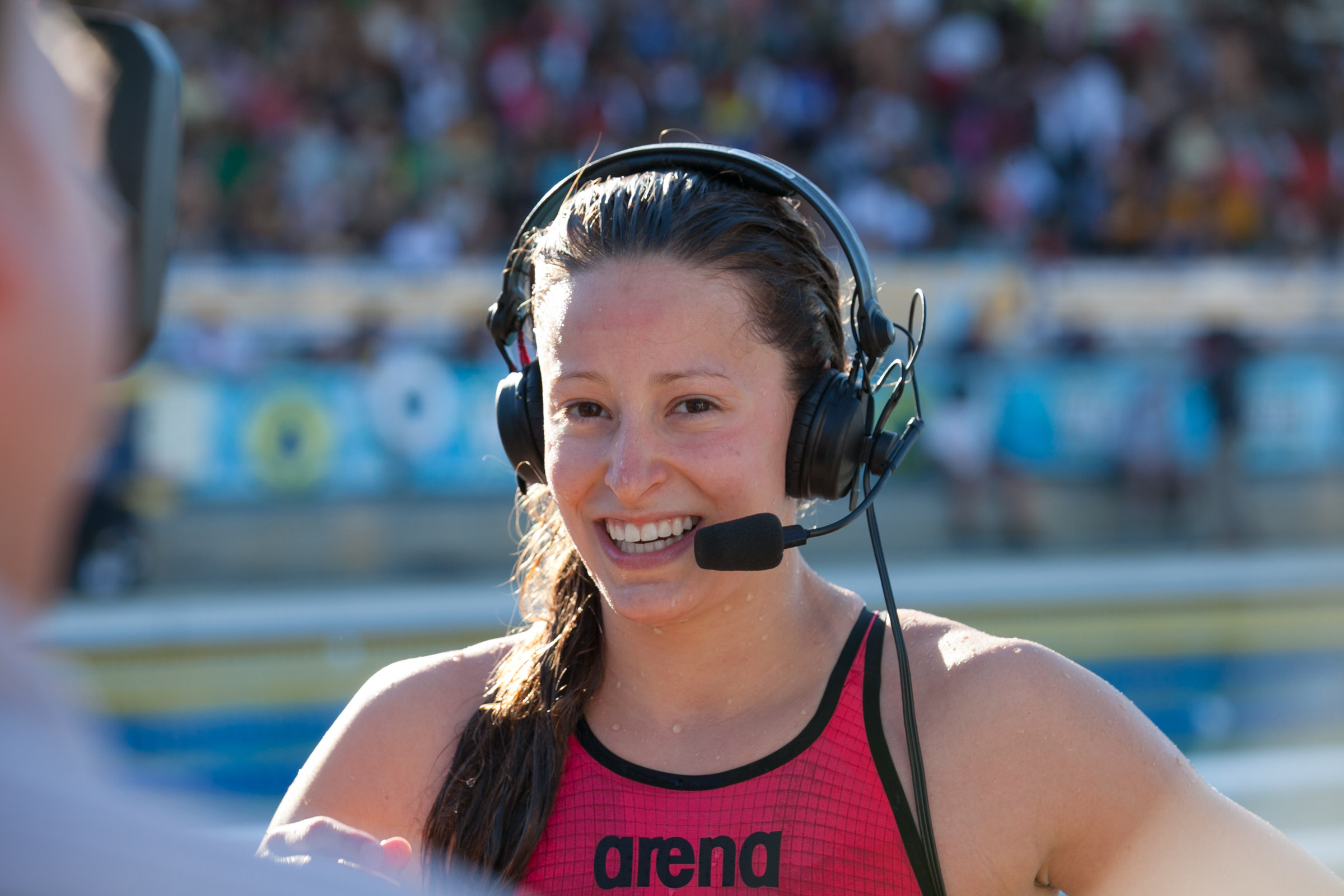
Katerine Savard (2013)

Katerine Savard (* 26. Mai 1993 in Pont-Rouge, Québec) ist eine kanadische Schwimmerin. Sie gewann bei Olympischen Spielen eine Bronzemedaille. Bei Weltmeisterschaften erhielt sie bis August 2023 auf der 50-Meter-Bahn je eine Silber- und Bronzemedaille sowie auf der 25-Meter-Bahn vier Goldmedaillen, drei Silbermedaillen und drei Bronzemedaillen. Hinzu kamen Siege bei den Panamerikanischen Spielen und den Commonwealth Games.

## Sportliche Karriere
Katerine Savard begann mit dem Wettkampfsport beim Club de Natation Cap-Rouge/Saint-Augustin/Québec. Später besuchte sie die Universität Montreal.

### 2009 bis 2012 mit der ersten Olympiateilnahme
Im November 2009 gab Savard ihr Debüt im Schwimm-Weltcup in Schweden und in Deutschland. Im August 2010 trat sie bei den Pan Pacific Swimming Championships 2010 im kalifornischen Irvine an. Sie wurde Achte über 100 Meter Schmetterling und belegte mit der 4-mal-100-Meter-Lagenstaffel den vierten Platz. Anderthalb Monate später bei den Commonwealth Games in Neu-Delhi wurde sie Siebte über 50 Meter Schmetterling und Achte über 100 Meter Schmetterling. Im Juli 2011 bei den Weltmeisterschaften in Shanghai verfehlte sie als Neunte des Halbfinales den Endlauf über 100 Meter Schmetterling um eine Zehntelsekunde. Mit der Lagenstaffel erreichte sie zwar das Finale, wegen einer Disqualifikation kam die Staffel aber nicht in die Wertung. Bei den Olympischen Spielen 2012 in London fand zunächst der Wettbewerb über 100 Meter Schmetterling statt. Savard schwamm die 17. Vorlaufzeit, rückte aber nachträglich ins Halbfinale, weil die Niederländerin Inge Dekker zurückzog. Savard belegte im Halbfinale den letzten Platz und wurde damit 16. der Gesamtwertung. Über 200 Meter Schmetterling schied Savard als 19. der Vorläufe aus. Die kanadische Lagenstaffel mit Julia Wilkinson, Tera van Beilen, Katerine Savard und Samantha Cheverton belegte den 12. Platz unter 16. Staffeln. Ende 2012 fanden in Istanbul die Kurzbahnweltmeisterschaften 2012 statt. Savard erreichte nur das Finale über 200 Meter Schmetterling und belegte dort den sechsten Platz.

### 2013 bis 2016 mit der zweiten Olympiateilnahme
Im Juli 2013 bei der Universiade in Kasan wurde Savard über 50 Meter Schmetterling Zweite hinter der Weißrussin Aljaksandra Herassimenja. Über 100 Meter Schmetterling siegte Savard mit über einer Sekunde Vorsprung. Über 200 Meter Schmetterling und mit der Lagenstaffel belegte Savard jeweils den vierten Platz. Mit dem Ende der Universiade begannen in Barcelona die Weltmeisterschaften 2013. Savard wurde Fünfte über 100 Meter Schmetterling und schied im Halbfinale über 200 Meter Schmetterling aus. Die kanadische 4-mal-100-Meter-Lagenstaffel mit Hilary Caldwell, Martha McCabe, Katerine Savard und Chantal van Landeghem erreichte den siebten Platz. Im Juli 2014 bei den Commonwealth Games in Glasgow gewann Savard den Titel über 100 Meter Schmetterling. Über 50 Meter Schmetterling wurde sie Sechste und über 200 Meter Schmetterling Achte. Mit der Lagenstaffel erschwamm sie die Bronzemedaille hinter den Australierinnen und den Engländerinnen. Einen Monat später bei den Pan Pacific Swimming Championships 2014 in Gold Coast wurde Savard Fünfte über 100 Meter Schmetterling und Sechste über 200 Meter Schmetterling. Die Lagenstaffel mit Brooklynn Snodgrass, Kierra Smith, Katerine Savard und Chantal van Landeghem erkämpfte die Bronzemedaille hinter den Staffel aus Australien und aus den Vereinigten Staaten.
2015 war Toronto Austragungsort der Panamerikanischen Spiele. Savard wurde Vierte über 200 Meter Freistil und Dritte über 100 Meter Schmetterling, wobei Noemie Thomas als Zweite 0,05 Sekunden vor ihr anschlug und damit auch für die kanadische Lagenstaffel gesetzt war. Savard gewann den Titel mit der 4-mal-100-Meter-Freistilstaffel und wurde Dritte mit der 4-mal-200-Meter-Freistilstaffel. 14 Tage nach dem Ende der Panamerikanischen Spiele begannen in Kasan die Weltmeisterschaften 2015. Savard wurde Fünfte mit der 4-mal-100-Meter-Freistilstaffel und über 100 Meter Schmetterling. Da sie auf der Schmetterlingsstrecke drei Plätze vor Thomas lag, wurde Savard auch im Finale der Lagenstaffel eingesetzt und belegte dort den sechsten Platz. In der Mixed-Lagenstaffel schwamm ebenfalls Thomas im Vorlauf und Savard im Endlauf. Die Mixed-Staffel wurde Siebte. Im Jahr darauf konnte sich Savard nur über 200 Meter Freistil für die Olympischen Spiele in Rio de Janeiro qualifizieren. In Rio de Janeiro schied sie als 15. im Halbfinale aus. Die 4-mal-200-Meter-Freistilstaffel mit Katerine Savard, Taylor Ruck, Emily Overholt und Kennedy Goss erreichte das Finale mit der sechstschnellsten Vorlaufzeit. Im Endlauf waren Katerine Savard, Taylor Ruck, Brittany MacLean und Penny Oleksiak 6,6 Sekunden schneller als die Vorlaufstaffel und schlugen als Dritte hinter der Staffel aus den Vereinigten Staaten und den Australierinnen an. Alle sechs eingesetzten Schwimmerinnen erhielten eine Bronzemedaille. Ende 2016 war Windsor in Ontario Austragungsort der Kurzbahnweltmeisterschaften 2016. Savard wurde Sechste über 200 Meter Freistil und Siebte über 200 Meter Schmetterling. Ihre beste Einzelplatzierung war der vierte Platz über 100 Meter Schmetterling. Die 4-mal-200-Meter-Freistilstaffel gewann den Titel in der Besetzung Katerine Savard, Taylor Ruck, Kennedy Goss und Penny Oleksiak. Hinzu kam eine Silbermedaille in der 4-mal-100-Meter-Lagenstaffel für Kylie Masse, Rachel Nicol, Katerine Savard und Penny Oleksiak. In der 50-Meter-Mixed-Freistilstaffel schwamm Savard nur im Vorlauf, erhielt aber zusammen mit dem im Endlauf eingesetzten Quartett eine Bronzemedaille.

### 2017 bis 2020

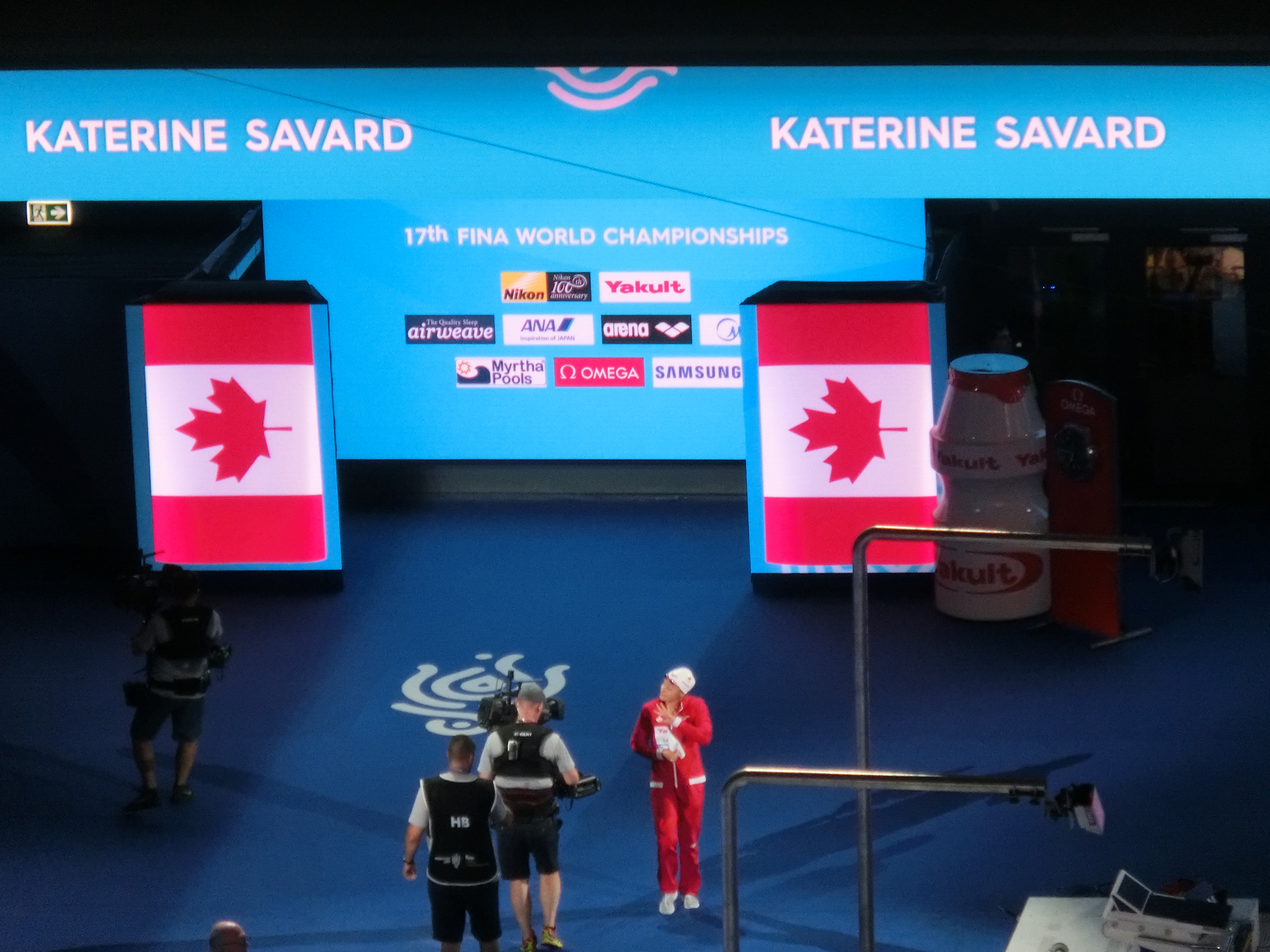
Katerine Savard vor dem Halbfinale über 200 Meter Freistil bei den Weltmeisterschaften 2017

Die einzige Endkampfplatzierung für Savard bei den Weltmeisterschaften 2017 in Budapest war der achte Platz mit der 4-mal-200-Meter-Freistilstaffel. Anfang August gewann Savard bei den kanadischen Meisterschaften die Titel über 50 Meter Schmetterling und über 200 Meter Freistil. Bei der Universiade in Taipeh siegte Savard mit der kanadischen 4-mal-100-Meter-Freistilstaffel.
Nach einer Wettkampfpause 2018 trat Savard 2019 bei den Panamerikanischen Spielen in Lima an. Ihre beste Einzelplatzierung war der siebte Platz über 200 Meter Freistil. Mit der 4-mal-100-Meter-Freistilstaffel wurde sie Dritte, die 4-mal-200-Meter-Freistilstaffel erreichte den zweiten Platz hinter der Staffel aus den Vereinigten Staaten. Eine weitere Silbermedaille erhielt Savard für ihren Vorlaufeinsatz in der Lagenstaffel.

### 2021 bis 2023 mit der dritten Olympiateilnahme
Wegen der COVID-19-Pandemie fanden die eigentlich für 2020 geplanten Olympischen Spiele in Tokio erst 2021 statt. Über 100 Meter Schmetterling siegte die Kanadierin Margaret Mac Neil, Katerine Savard war als 16. im Halbfinale ausgeschieden. Die kanadische 4-mal-200-Meter-Freistilstaffel schwamm auf den vierten Platz, hier war Savard nur im Vorlauf dabei. Ebenfalls nur im Vorlauf dabei war Savard mit der 4-mal-100-Meter-Mixed-Lagenstaffel, da die Staffel als 13 der Vorläufe ausschied. Ende 2021 fanden die Kurzbahnweltmeisterschaften in Abu Dhabi statt. In der 4-mal-100-Meter-Freistilstaffel gab es ein totes Rennen zwischen den Staffeln aus den Vereinigten Staaten und aus Kanada, so dass beide Staffeln die Goldmedaille erhielten. Die 4-mal-200-Meter-Freistilstaffel Kanadas hatte hingegen dreieinhalb Sekunden vor den zweitplatzierten Schwimmerinnen aus den Vereinigten Staaten. Mit Kayla Sanchez, Rebecca Smith und Katerine Savard waren drei Schwimmerinnen bei beiden Weltmeistertiteln im Finale dabei. Am Gewinn der Silbermedaille in der 4-mal-100-Meter-Lagenstaffel war Savard nur im Vorlauf beteiligt. Eine weitere Goldmedaille erhielt Savard für ihre Vorlaufteilnahme in der 4-mal-50-Meter-Mixed-Freistilstaffel.
2022 bei den Weltmeisterschaften in Budapest gewann Savard eine Silbermedaille für ihre Vorlaufteilnahme in der 4-mal-100-Meter-Freistilstaffel und eine Bronzemedaille für ihre Vorlaufteilnahme in der 4-mal-200-Meter-Freistilstaffel. Als Einzelstarterin schied Savard über 50 Meter Schmetterling und über 100 Meter Schmetterling jeweils im Halbfinale aus. Einen Monat später bei den Commonwealth Games in Birmingham erschwamm Savard Bronze mit der 4-mal-100-Meter-Freistilstaffel und Silber mit der 4-mal-200-Meter-Freistilstaffel. Ihre beste Einzelplatzierung war der fünfte Platz über 100 Meter Schmetterling. Ende 2022 fanden in Melbourne die Kurzbahnweltmeisterschaften 2022 statt. Savard gewann Silber mit der 4-mal-200-Meter-Freistilstaffel und Bronze mit der 4-mal-100-Meter-Freistilstaffel. Eine weitere Bronzemedaille erhielt sie für ihren Vorlaufeinsatz in der 4-mal-100-Meter-Lagenstaffel. Über 100 Meter Schmetterling erreichte sie das Finale und wurde Achte. 2023 schied Savard bei den Weltmeisterschaften in Fukuoka sowohl über 50 Meter Schmetterling als auch über 100 Meter Schmetterling im Halbfinale aus.